# Eucalyptus pilbarensis
Eucalyptus pilbarensis är en myrtenväxtart som beskrevs av Murray Ian Hill Brooker och Walter Brian Edgecombe. Eucalyptus pilbarensis ingår i släktet Eucalyptus och familjen myrtenväxter. Inga underarter finns listade i Catalogue of Life.